# Haanja község
Haanja község (észtül: Haanja vald) közigazgatási egység Észtország Võru megyéjében. Székhelye Haanja falu. Területe 170 km². Lakossága 2015-ben 969 fő volt. A község polgármestere Juri Gotmans. A község Észtország legmagasabb fekvésű régiójában, a Haanja-dombságon fekszik. Ott található Észtország legmagasabb pontja, a 318 m tengerszít feletti magassággal rendelkező Suur Munamägi. A község területén fekszik a Haanja naturpark. A dombok között számos kisebb tó és lápos rész húzódik meg.

## Földrajza
Haanja községet északról Võru község, északkeletről Vastseliina község, keletről Misso község, délről Lettország, nyugatról Rõuge község határolja.

## Települések
A községhez 92 falu (küla) tartozik:
Ala-Palo, Ala-Suhka, Ala-Tilga, Andsumäe, Haanja, Haavistu, Hanija, Holdi, Horoski, Hulaku, Hurda, Hämkoti, Ihatsi, Jaanimäe, Kaaratautsa, Kaldemäe, Kallaste, Kaloga, Kergatsi, Kilomani, Kirbu, Kotka, Kriguli, Kuiandi, Kuklase, Kuura, Kõomäe, Käänu, Kääraku, Külma, Leoski, Lillimõisa, Loogamäe, Luutsniku, Lüütsepä, Mahtja, Mallika, Meelaku, Miilimäe, Mikita, Murati, Mustahamba, Mäe-Palo, Mäe-Suhka, Mäe-Tilga, Märdimiku, Naapka, Palanumäe, Palli, Palujüri, Pausakunnu, Peedo, Piipsemäe, Pillardi, Plaani, Plaksi, Posti, Preeksa, Pressi, Pundi, Purka, Puspuri, Raagi, Resto, Rusa, Ruusmäe, Saagri, Saika, Saluora, Sarise, Simula, Soodi, Sormuli, Söödi, Trolla, Tsiamäe, Tsiiruli, Tsilgutaja, Tsolli, Tummelka, Tuuka, Tõnkova, Uue-Saaluse, Vaalimäe, Vaarkali, Vakari, Vastsekivi, Vihkla, Villa, Vorstimäe, Vungi és Vänni falvak.